# Forfar
Forfar (in scots Farfar, in gaelico scozzese Baile Farfhair) è il centro amministrativo dell'area amministrativa scozzese di Angus, nel Regno Unito. È situata nella Valle di Strathmore, a circa 21 km da Dundee e 8 km dal Castello di Glamis.
La sua popolazione è di circa 13 150 abitanti (2004).

## Storia
Secondo lo storico scozzese Hector Boece, i capi tribù dei Pitti si incontrarono a più riprese tra il I ed il IV secolo d.C. nel castello nei pressi del Forfar Loch per studiare una controffensiva alle invasioni dei Romani. I Romani riuscirono comunque ad occupare la zona e ad installare un grande accampamento nei pressi di Battledykes, circa 5 km a nord di Forfar, per poi essere nuovamente sostituiti dai Pitti nel secolo successivo, in corrispondenza del crollo dell'Impero Romano d'Occidente.
Nel IX secolo il castello di Forfar fu tenuto sotto assedio dagli Scoti, alla fine vittoriosi sui Pitti. Lo stesso castello fu successivamente utilizzato dal re Malcolm II di Scozia come base per organizzare la resistenza armata agli invasori danesi (sconfitti nel 1012 presso Aberlemno e Barry). Malcolm III, che si rifugiava spesso in questo castello dopo le sue vittorie su Macbeth, tenne qui nel 1057 un “parlamento” nel corso del quale fu deciso di conferire per la prima volta il titolo di conti ai nobili scozzesi e (probabilmente) di attribuire alla città di Forfar lo status di royal burgh.
Situato inizialmente sulle rive del Forfar Loch nei pressi della Castle Hill, il castello fu sicuramente ricostruito a Forfar nel XII secolo, ma dovette arrendersi ad Edoardo I d'Inghilterra intorno al 1291. William Wallace riprese il castello nel 1298. Quando Edoardo I seppe che il castello era stato distrutto, ne ordinò la ricostruzione (1308), ma gli scozzesi ne ripresero quasi immediatamente possesso. Roberto I ordinò che fosse raso al suolo e da allora il castello non fu più ricostruito. Oggi non rimangono tracce di alcuno dei castelli di Forfar, benché scavi effettuati per la costruzione di altri edifici durante il XX secolo abbiano messo in luce prove dell'esistenza di un antico edificio, tra cui parti di uno spesso muro probabilmente appartenente all'entrata del castello.
Forfar acquisì una triste notorietà durante il XVII secolo per via dell'alto numero di donne bruciate sul rogo con l'accusa di stregoneria. L'area a nord della città conosciuta con il nome di The Witches' Hollow era il luogo delle esecuzioni ed il nome della città è associato ad uno degli strumenti di tortura del periodo, il Forfar Bridle, una sorta di briglia metallica con una punta nella parte frontale che tratteneva la lingua della vittima durante l'esecuzione e le impediva di parlare.

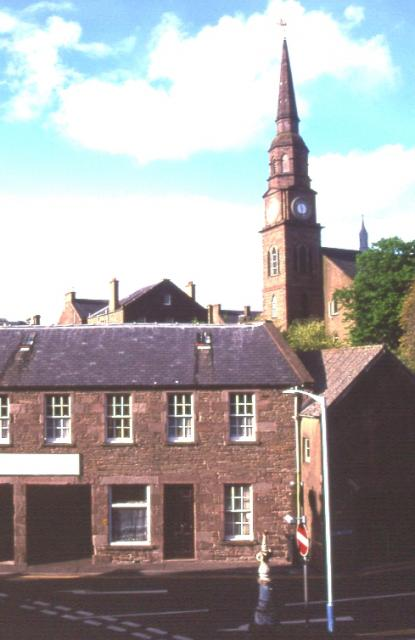
Il centro di Forfar con la East and Old Church (foto Anne Burgess).

## Monumenti e luoghi d'interesse
La East and Old Church è caratterizzata da una guglia con orologio alta 45 metri e visibile quasi da ogni angolo della città. La chiesa fu costruita nel 1790 sul sito di un preesistente edificio religioso.
La Lowson Memorial Church fu costruita nel 1914 in stile neogotico ed è impreziosita all'interno da belle vetrate colorate.
Di fronte allo Sheriff Court vi è una placca di metallo che riproduce l'aquila polacca. Fu in questo luogo che, il 7 di marzo 1941, il generale polacco Władysław Sikorski salutò i soldati polacchi con il re Giorgio VI e la regina Elizabeth della Gran Bretagna.
Forfar è nota per la cosiddetta Forfar bridie, torta di carne diffusa in tutta la Scozia. I tre principali negozi che producono artigianalmente questa specialità locale sono McLarens of Forfar, Saddlers of Forfar e Alex Cameron Fishmonger & Poulterer.
Il Forfar Loch Country Park, poco distante dal centro, con il lago ed un boschetto, è apprezzato dai residenti della città come meta di passeggiate.
La città è vicina alle valli note come Angus Glens, che si segnalano per gli splendidi paesaggi e sono meta sciistica e di escursioni naturalistiche.

## Economia
L'economia cittadina si basa principalmente sul turismo e sull'agricoltura (la città ospita mensilmente un mercato agricolo ed annualmente un festival del cibo locale). Anche il settore terziario occupa una certa importanza, essendo Forfar il centro amministrativo dell'Angus. Attualmente, è in costruzione un complesso di uffici amministrativi nella periferia della città. A Forfar ha anche sede la Strathmore Mineral Water Co., azienda produttrice di acque minerali che vengono esportate in tutto il mondo.

## Infrastrutture e trasporti
Forfar è collegata a Perth ed Aberdeen tramite la strada A90. Fino al 1967, la città disponeva anche di una stazione ferroviaria sulla linea che collegava Glasgow ad Aberdeen.

## Sport
La più importante squadra calcistica locale è il Forfar Athletic, che gioca allo stadio Station Park.
La città è dotata di una piscina, un centro ricreativo ed una pista di pattinaggio su ghiaccio, che ospita le partite della squadra locale di curling.